# Ștefan Zápolya
Ștefan Zápolya (în maghiară Zápolya István sau Szapolyai István) (n. secolul al XV-lea – d. 25 decembrie 1499, Pápa, Veszprém, Ungaria) a fost un important nobil maghiar din perioada medievală, deținător al rangului de palatin în Regatul Ungariei între 1492 și 1499, respectiv comandant regal al  cetății Zips.
A fost căsătorit cu pricipesa Hedwig de Teschen, cu care a avut 2 copii:
- Ioan, voievod al Transilvaniei între 1526 și 1540 și pretendent la tronul Ungariei.
- Barbara, soție a regelui Sigismund I al Poloniei